# Anders Fahlin
Anders Fahlin, född 24 november 1864 i Uvås, Järvsö socken, död 3 januari 1954, var en svensk uppfinnare och företagare som hade sin verksamhet i Järvsö, Arbrå och Bollnäs.

## Biografi
Anders Fahlin växte upp i ett välbärgat bondehem i Uvås, och var gift med Margret Larsdotter (född 16 maj 1871) och de fick nio barn.
Från ungdomen var han mera intresserad av mekaniska problem än av själva jordbruksarbetet. Efter att ha arbetat vid Fredriksfors Snickerifabrik i Delsbo socken, började han omkring år 1895 i hemmet tillverka transportabla tröskverk. Detta var en nyhet i regionen, där man hittills endast använt sig av stora fasta, ej särskilt effektiva verk, drivna medelst vattenhjul eller hästvandringar. Fahlin åtog sig själv tröskning och for så socknen runt. Verken vann allmänt erkännande genom sin effektivitet och konstruktion som också gav en bättre rensad slutprodukt. Deras benämning var också ”självrensande tröskverk”. Talrika beställningar inkom och år 1898 hade en hel liten rörelse uppstått i Uvås. År 1901 kom Fahlin i kontakt med Olof Jonsson i Svea, Forneby i Arbrå och ingick kompanjonskap, vilket resulterade i att Fahlin under vintern 1901–1902 uppförde en rätt ansenlig träbyggnad för tillverkning av självrensande tröskverk enligt Fahlins konstruktion och metoder. En del äldre maskiner överfördes från Uvås och nya anskaffades och AB Olsson och Fahlin bildades. 
Makarna Fahlin är begravda på Bollnäs kyrkogård.